# Gonatocerus unicolouratus
Gonatocerus unicolouratus är en stekelart som beskrevs av Subba Rao 1989. Gonatocerus unicolouratus ingår i släktet Gonatocerus och familjen dvärgsteklar. Inga underarter finns listade i Catalogue of Life.